# دينيس كاري (منافس ألعاب قوى)
دينيس كاري (بالإنجليزية: Denis Carey)‏ (و. 1872 – 1947 م) هو منافس ألعاب قوى أيرلندي، ولد في مقاطعة ليمريك، شارك في الألعاب الأولمبية الصيفية 1912، توفي عن عمر يناهز 75 عاماً.

## روابط خارجية
- دينيس كاري على موقع أوليمبيديا (الإنجليزية)